# سیارک ۷۹۲۵
سیارک ۷۹۲۵ (به انگلیسی: 7925 Shelus، نامگذاری:1986RX2) هفت هزار و نهصد و بیست و پنجمین سیارک کشف شده‌است که در ۶ سپتامبر ۱۹۸۶ کشف شد.
قدر مطلق سیارک برابر ۱۳٫۵۰ است.